# Scytalidium terminale
Scytalidium terminale är en svampart som beskrevs av G.V. Rao & de Hoog 1975. Scytalidium terminale ingår i släktet Scytalidium, ordningen disksvampar, klassen Leotiomycetes, divisionen sporsäcksvampar och riket svampar.   Inga underarter finns listade i Catalogue of Life.